# Mines d'antimoine du lac George
Les Mines d'antimoine du lac George, situées dans le comté d'York, près de Fredericton, au Canada, dans la province du Nouveau-Brunswick, étaient autrefois la source d’Antimoine natif la plus importante en Amérique du Nord. La géologie du gisement d'antimoine du lac George, formé dans un contexte d’arc insulaire volcanique, est composée d’un stock de granodiorite du Dévonien précoce, datant peut-être d’il y a 412 millions d’années. 

## Histoire
La mine a été découverte en 1861 par John Henneberry, un prospecteur de Saint John, lors de la construction d'une route. Elle est visitée en 1863 par Loring Bailey, qui a entrepris un levé des minéraux et des mines pour le gouvernement du Nouveau-Brunswick. Bailey fut enthousiasmé par le potentiel d’extraction d’antimoine de la mine, mais bien moins par les activités minières en cours. 
La "Lake George Mining Mining and Smelting Company" est fondée en 1880 avec un capital d'un demi-million de dollars par des investisseurs de Boston et du Canada, quatre ans après le début de l'exploitation de manière plus rationnelle.
Le Canada découvre ensuite d'autres mine d'antimoine à South Ham, comté Wolfe, ou encore la mine du lac Nicolet, Centre-du-Québec, Québec. Les Mines d'antimoine de la "Dominion Antimony Company" sont rachetées en 1909, par la "West Gore Antimony Company", de Nouvelle-Écosse, qui deviendra elle-même la "Canadian Antimony Company". Le "Dominion Bureau of Statistics" fait état en 1917 d'une production canadienne annuelle de 1 341 tonnes de minerai d'antimoine contenant plus d'un million d'onces de métal. La mine du Lac George sera exploitée jusqu'en 1960 puis reprise en 1969 par Consolidated Durham Mines and Resources, société fondée en 1945, qui réduit ses activités au Lac George en 1981 et revend le site à Apocam en 1996.